# Jonas Lips
Jonas Lips (Brugge, 17 september 1998) is een Belgische journalist en auteur. Hij werkt als journalist voor HLN en VTM NIEUWS.

## Carrière
In november 2021 lanceerde HLN een eigen TikTok-kanaal onder de naam '@hln_be' met Lips als gezicht van het account. Hij brengt er dagelijks nieuws op maat van jongeren. In juni 2024 bereikte HLN op TikTok de mijlpaal van 400.000 volgers.
In juni 2023 publiceerde Jonas Lips het eerste Nederlandstalige boek over TikTok, getiteld "TikTok Academy" voor uitgeverij Lannoo.
In 2023 werd Lips ambassadeur van JEZ! samen met Nora Gharib, Tom De Cock en Aaron Blommaert.
Sinds 2024 werkt Lips ook als reporter bij VTM NIEUWS. Hij doet vooral de verslaggeving rond jongeren.
Sinds februari 2025 brengt VTM NIEUWS ook dagelijks nieuws via TikTok. Lips is de drijvende kracht achter het kanaal.